# 쉐보레 카프리스
쉐보레 카프리스(Chevrolet Caprice)는 제너럴 모터스 쉐보레 사업부에서 출시한 대형 승용차이다. 1965년 쉐보레는 임팔라보다 비싼 카프리스를 출시했다. 1세대부터 4세대까지는 쉐보레 임팔라와 동일한 차종으로 판매되었으며 5세대부터는 호주 홀덴의 스테이츠맨과 동일한 차종으로 판매되었다. 이중 5세대의 경우 대한민국에서는 한국GM에서 GM대우 스테이츠맨으로 판매되었고 6세대는 GM대우 베리타스로 판매되었다.

## 1세대
1965년에 출시되었다. GM의 B-바디를 기반으로 했고, 2도어 쿠페, 4도어 하드탑 세단, 4도어 스테이션 왜건이 있었다.

## 2세대
1971년에 출시되었다. 역대 모델 중 차체 형식이 가장 많았는데, 2도어 쿠페와 하드탑, 2도어 컨버터블, 4도어 세단 및 하드탑, 4도어 스테이션 왜건 등 6가지였다.

## 3세대

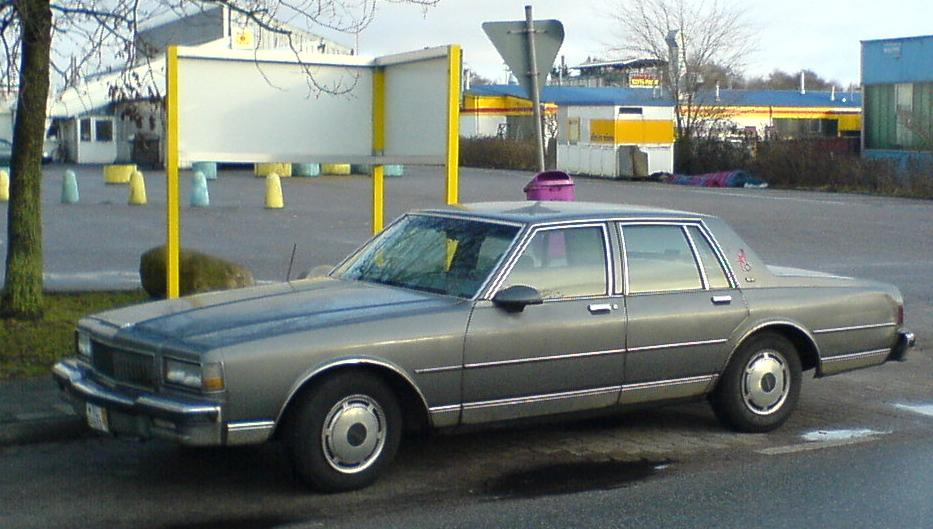
쉐보레 카프리스 세단

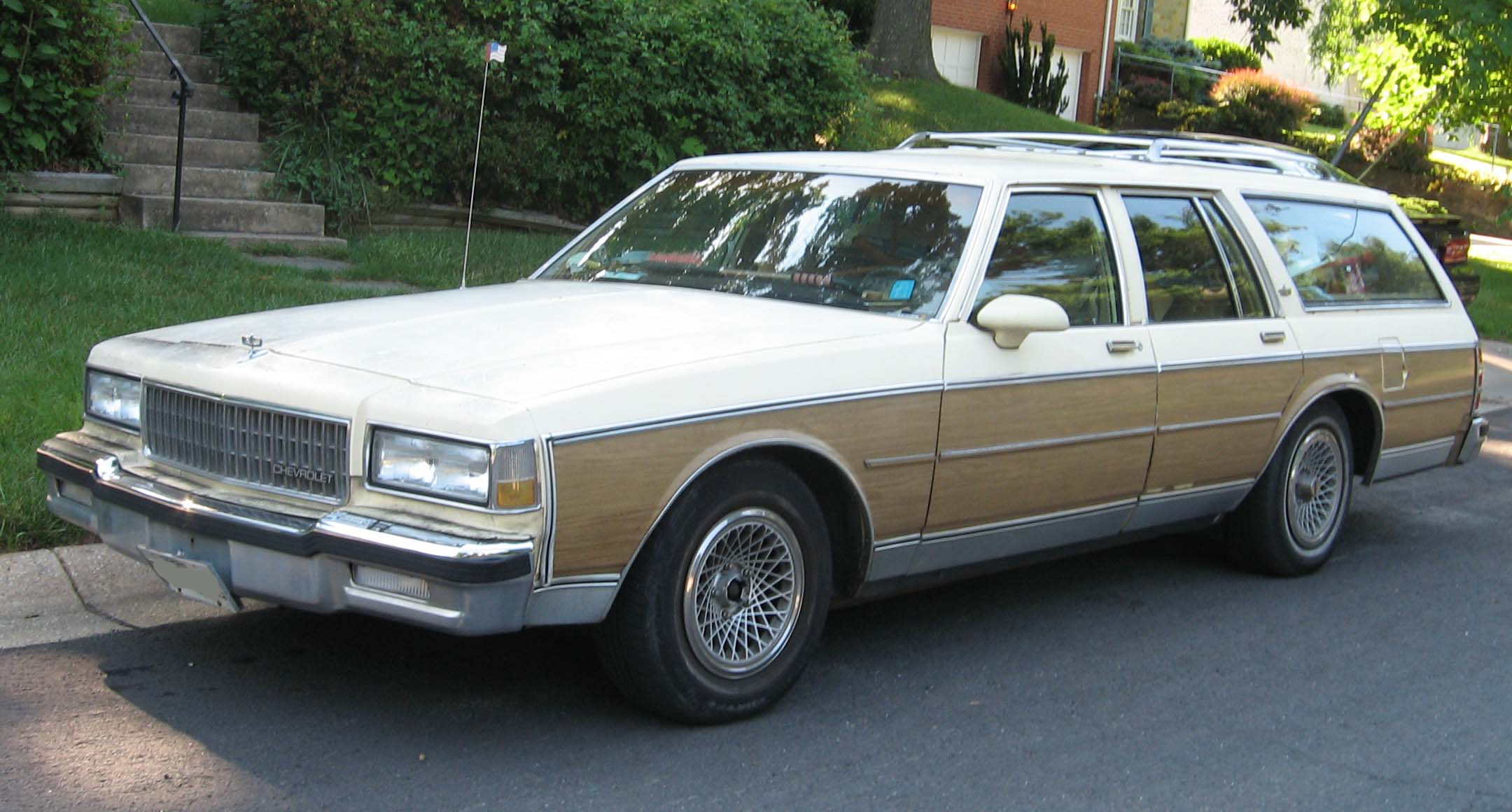
쉐보레 카프리스 왜건

1977년에 출시되었다. 이 때부터 4도어 세단 모델은 미국에서 경찰차 및 택시로 많이 쓰이게 되었다. 경찰차용으로는 9C1이라는 이름으로 일반 카프리스와 별도로 판매되었다.

## 4세대

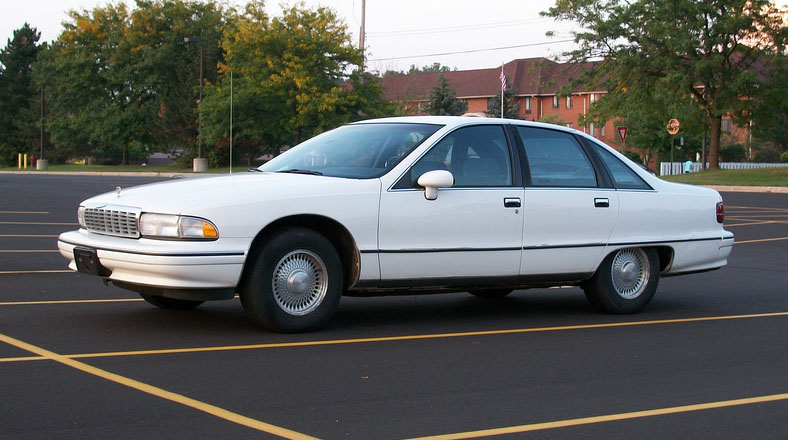
쉐보레 카프리스 (전기형) 세단

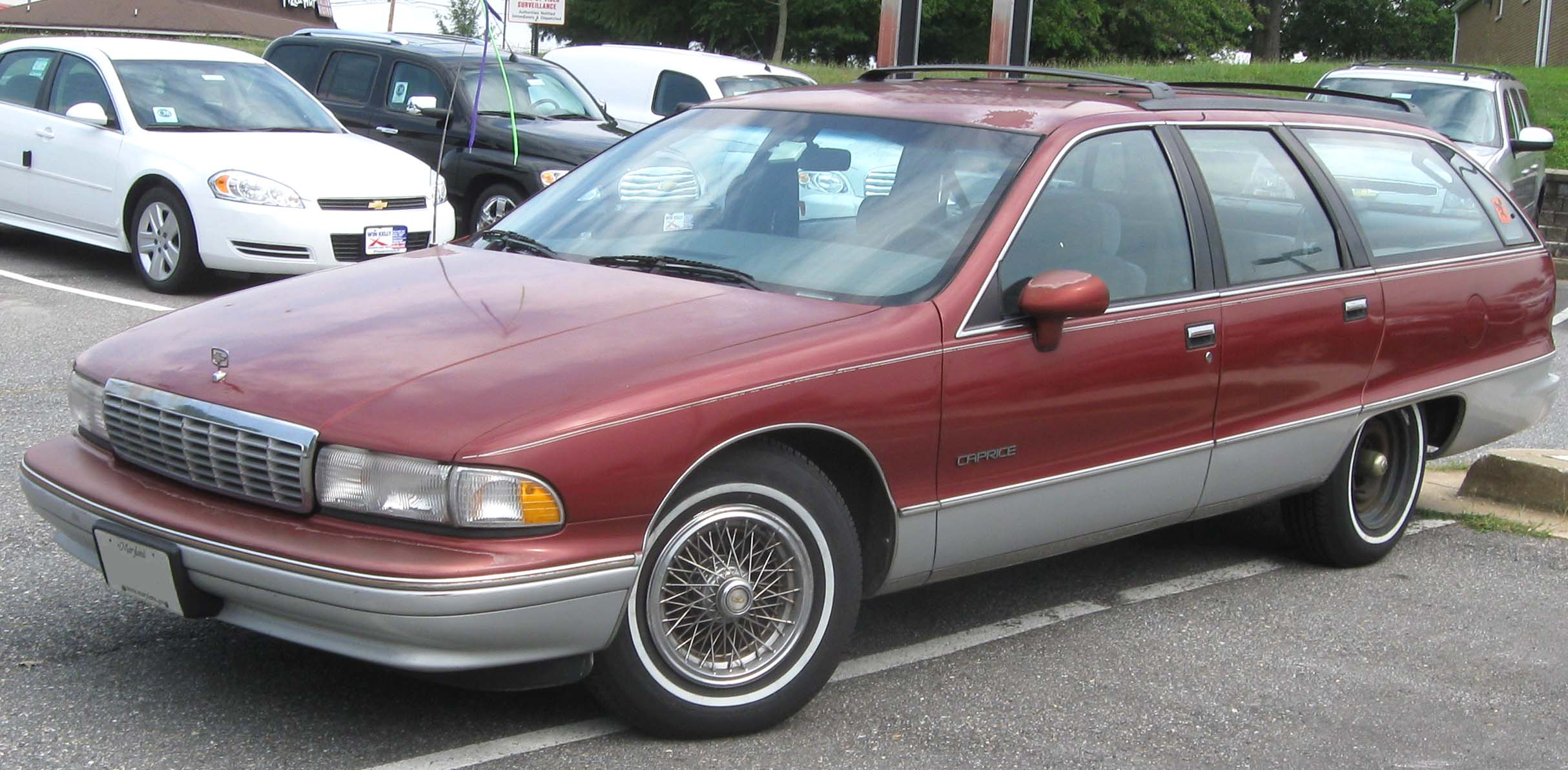
쉐보레 카프리스 (전기형) 왜건

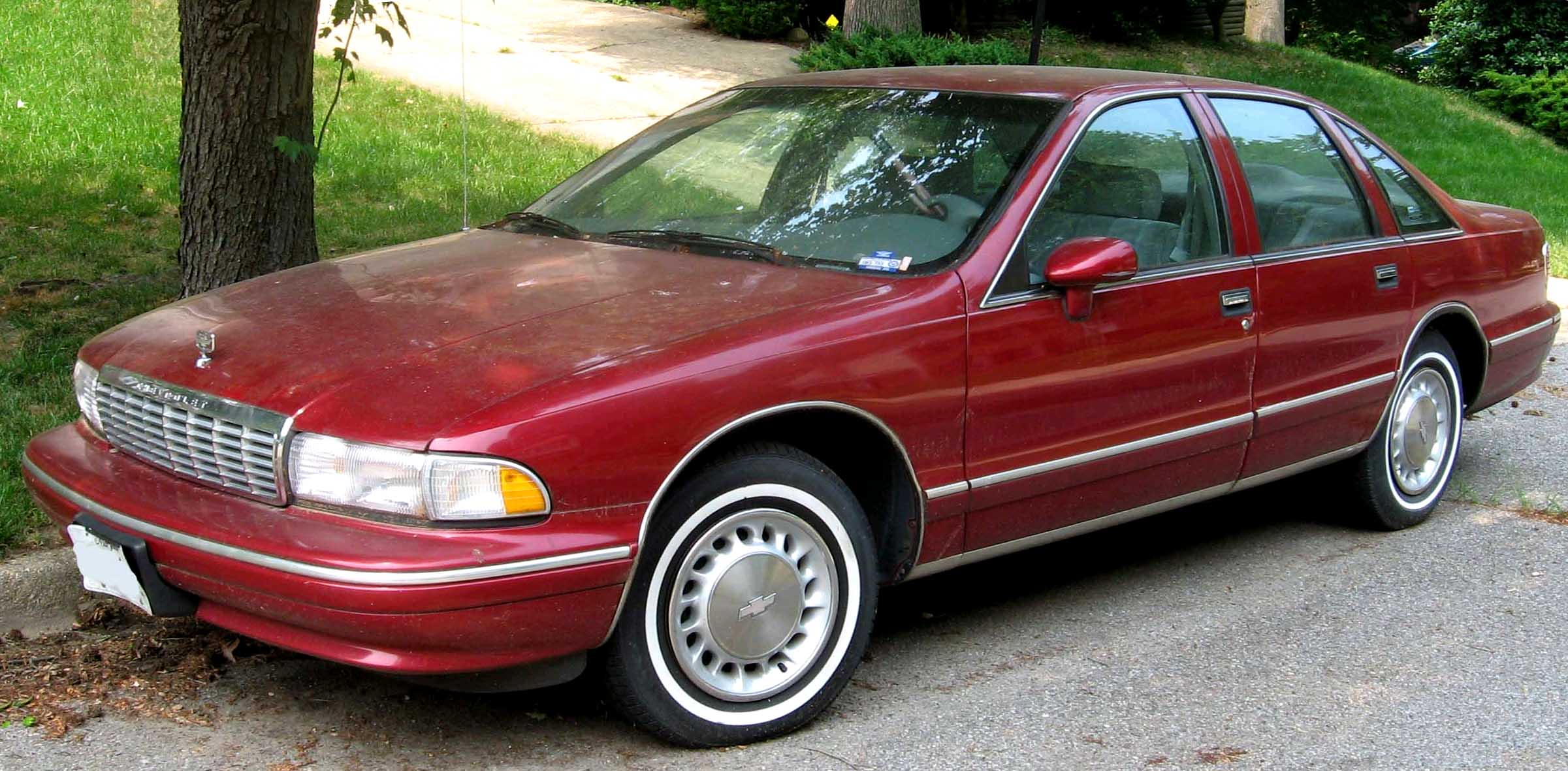
쉐보레 카프리스 (후기형) 세단

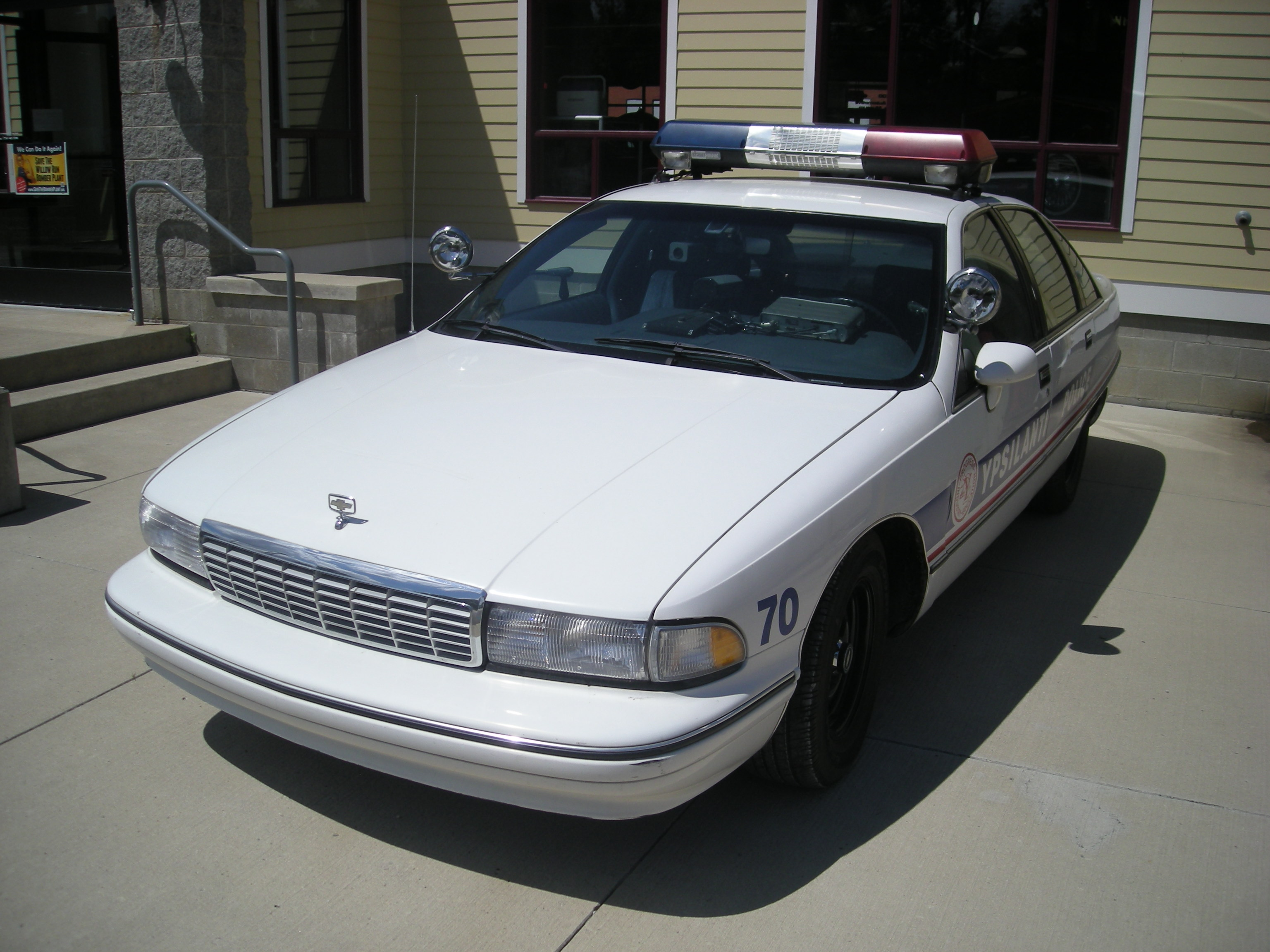
쉐보레 카프리스 (후기형) 세단 경찰차

1990년 4월 12일에 출시되었다. 쉐보레 차종 중 GM B-바디를 사용한 마지막 차종이며, 역대 카프리스 중 최후의 독자 모델이다. 뷰익 로드마스터와 올즈모빌 커스텀 크루져 등과 플랫폼을 같이 사용했다. 디자인은 딕 러진(Dick Ruzzin)이 지휘했으며, 그의 지휘 하에 있었던 벤 살바도르(Ben Salvador)의 제안을 기반으로 했다. 인테리어 디자인의 경우는 쉐보레 측의 인테리어 수석디자이너 블레인 젠킨스(Blaine Jenkins)가 담당해, 실내를 부드럽게 감싸는 간결한 대시보드가 장착되었다. 기술적으로는 기존의 B-바디를 그대로 쓰되 플랫폼 크기를 10% 줄이는 것을 목표로 삼아 개량이 이루어졌다.
왜건 버전은 뷰익 로드마스터 에스테이트 왜건/올즈모빌 커스텀 크루져 등과 완전히 똑같은 차체를 사용해 그릴과 엠블럼, 휠 정도만 다른 수준이었고, 경우에 따라선 모조 우드그레인이나 투톤 컬러를 선택할 수 있었다. 원래 개발 과정에서는 공기저항을 줄이기 위해 뒷창문을 지붕을 타고 넘어가는 디자인도 고려했지만 경첩 설계 때문에 뒷부분을 완전히 재설계해야 했기 때문(생산 및 개발비의 절감도 목표에 있었다)에 취소된 적이 있었다고 한다. 기존의 클래식(Classic)과 브로엄(Brougham) 트림은 기본형과 클래식으로 바뀌었고, GM에서는 실내외 디자인을 확 바꾼 이번 카프리스를 통해 북미에서의 실적을 끌어 올리려고 했다. 엔진으로는 200마력 4.3리터 V8엔진을 사용했으며, 1994년년형부터는 코르벳의 260마력 LT1 5.7리터 V8엔진을 디튠해 옵션으로 제공했다.
이전 세대처럼 모터 트렌드의 1991년 "올해의 차" 상을 수상했다. 4세대 역시 경찰차와 택시로 많이 쓰였는데 1990년대 초반부터 2000년대 초반까지 미국 전역에서 다녔다.
일반 세단과 9C1 모두 1993년에 후측면 펜더를 살짝 바꾸는 페이스 리프트를 거쳤고, 이 측면 디자인은 카프리스의 고성능형으로 잠시 부활한 임팔라 7세대에도 적용되었다. 1994년에는 카마로의 스티어링 휠과 디지털 계기판 등을 이식해 인테리어를 바꾸었으며, 1995년에는 C필러의 뒷창문 형상을 BMW의 호프마이스터 킥과 비슷한 형태로 끝부분을 잘라내 바꾸고 왜건 버전의 백미러도 세단과 같은 것을 공유했다. 중동 지역에서는 1996년에 임팔라 SS를 카프리스 SS로 수출한 바가 있다. 1996년 12월 13일에 뷰익 로드마스터와 함께 후속 없이 단종되면서, 1926년부터 70년간 이어졌던 B-바디 플랫폼도 완전히 퇴역했다.

## 5세대

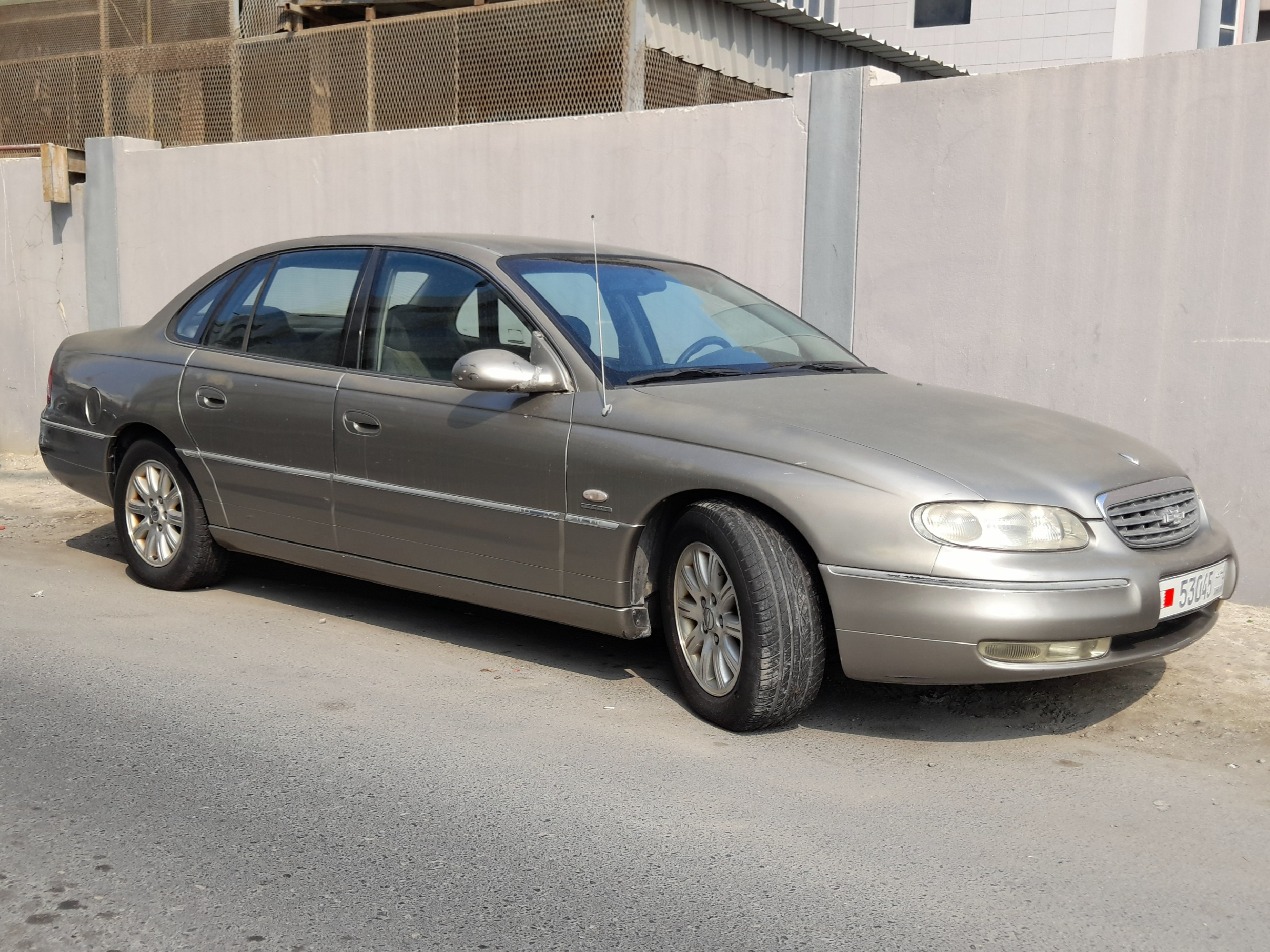
쉐보레 카프리스 (전기형) 정측면

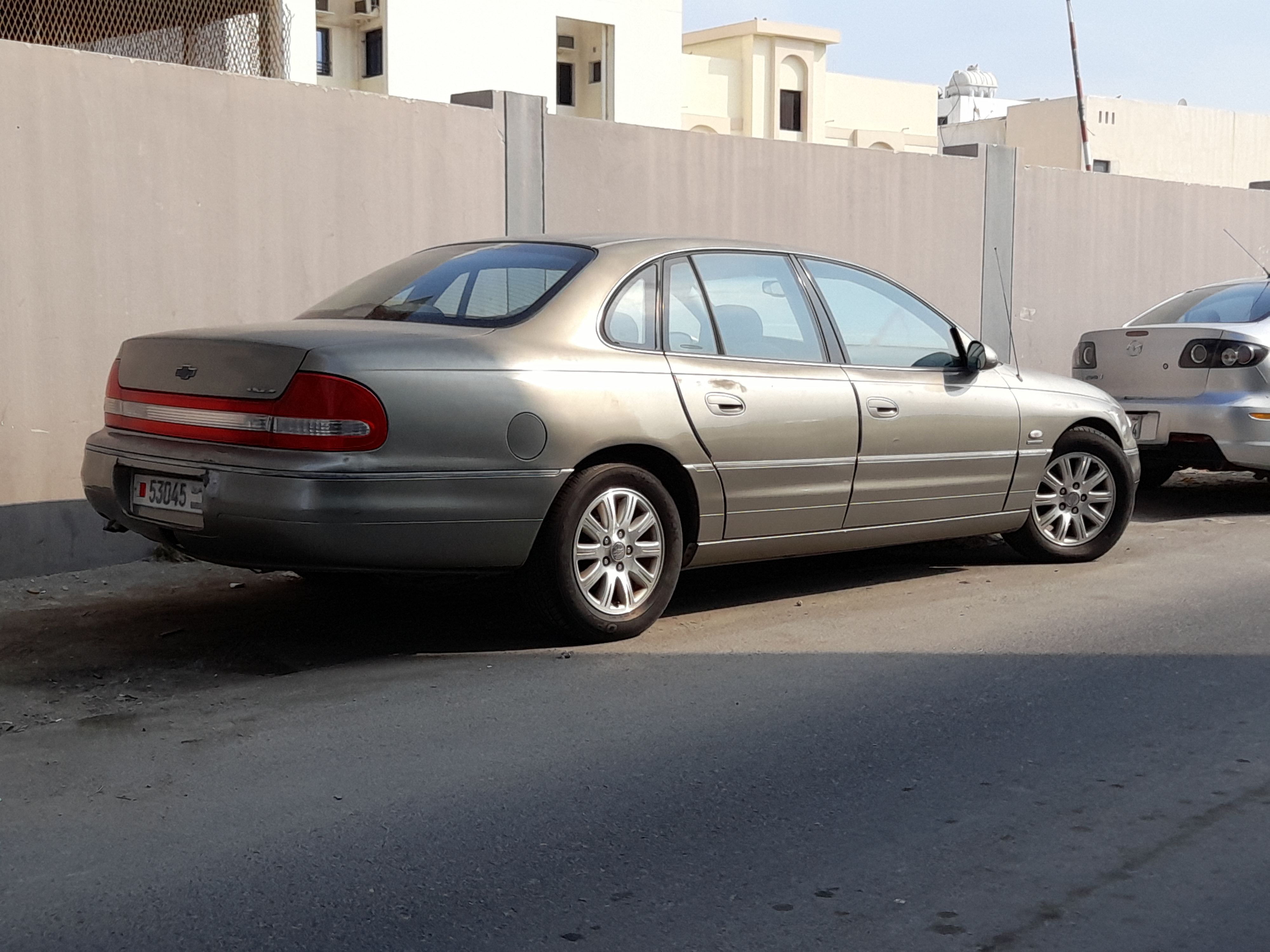
쉐보레 카프리스 (전기형) 후측면

1999년에 출시되었다. 4세대까지는 독자적으로 개발했지만, 5세대부터는 홀덴을 OEM 방식으로 받는데 스테이츠맨을 쉐보레 브랜드로 리뱃징되었다. 따라서 이전에 생산하던 카프리스와는 관련 없는 차종이 되었다. 북미에는 판매되지 않았고, 주로 중동 시장에 판매되었다.

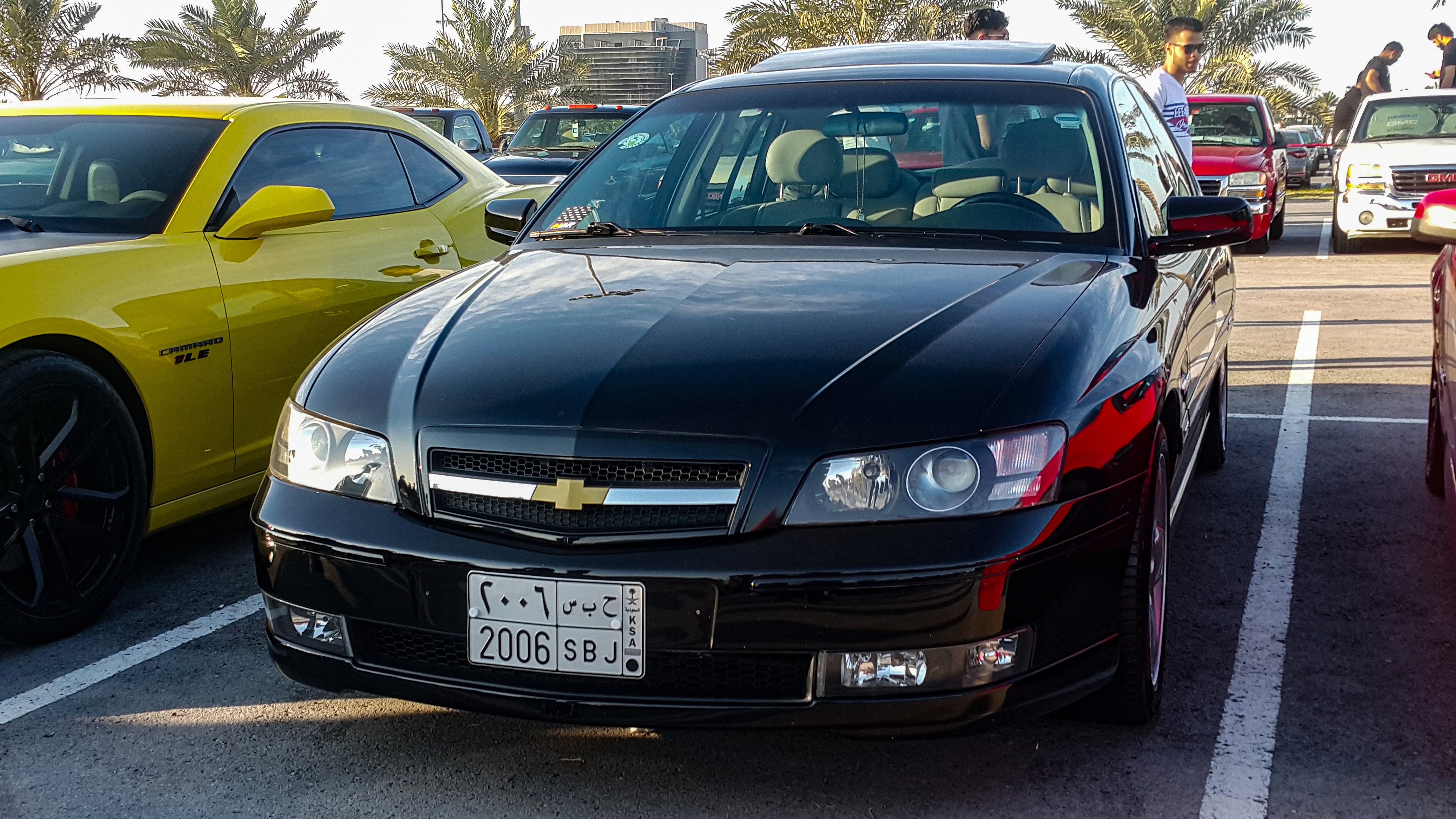
쉐보레 카프리스 (후기형) 정측면
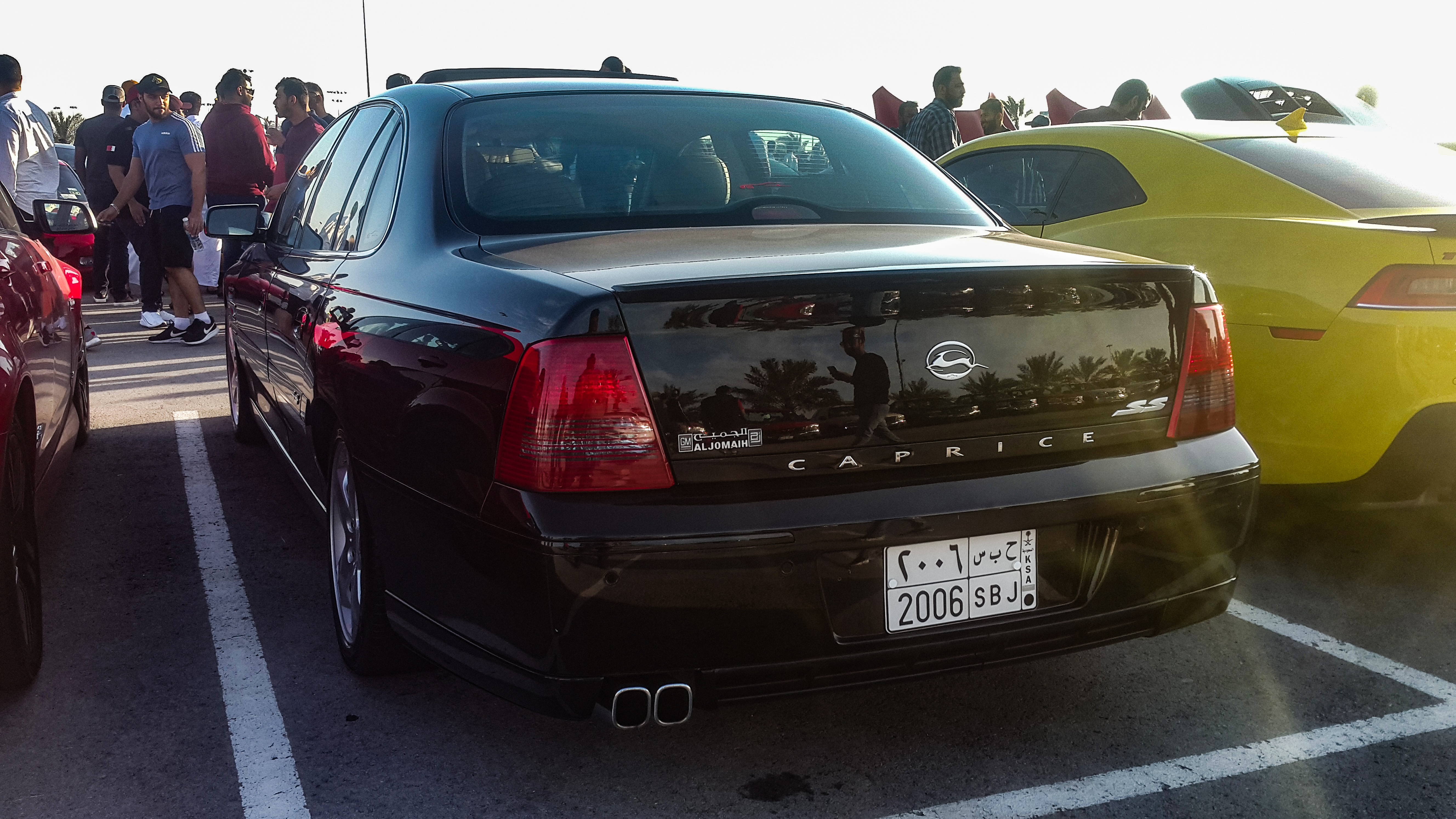
쉐보레 카프리스 (후기형) 후측면

## 6세대

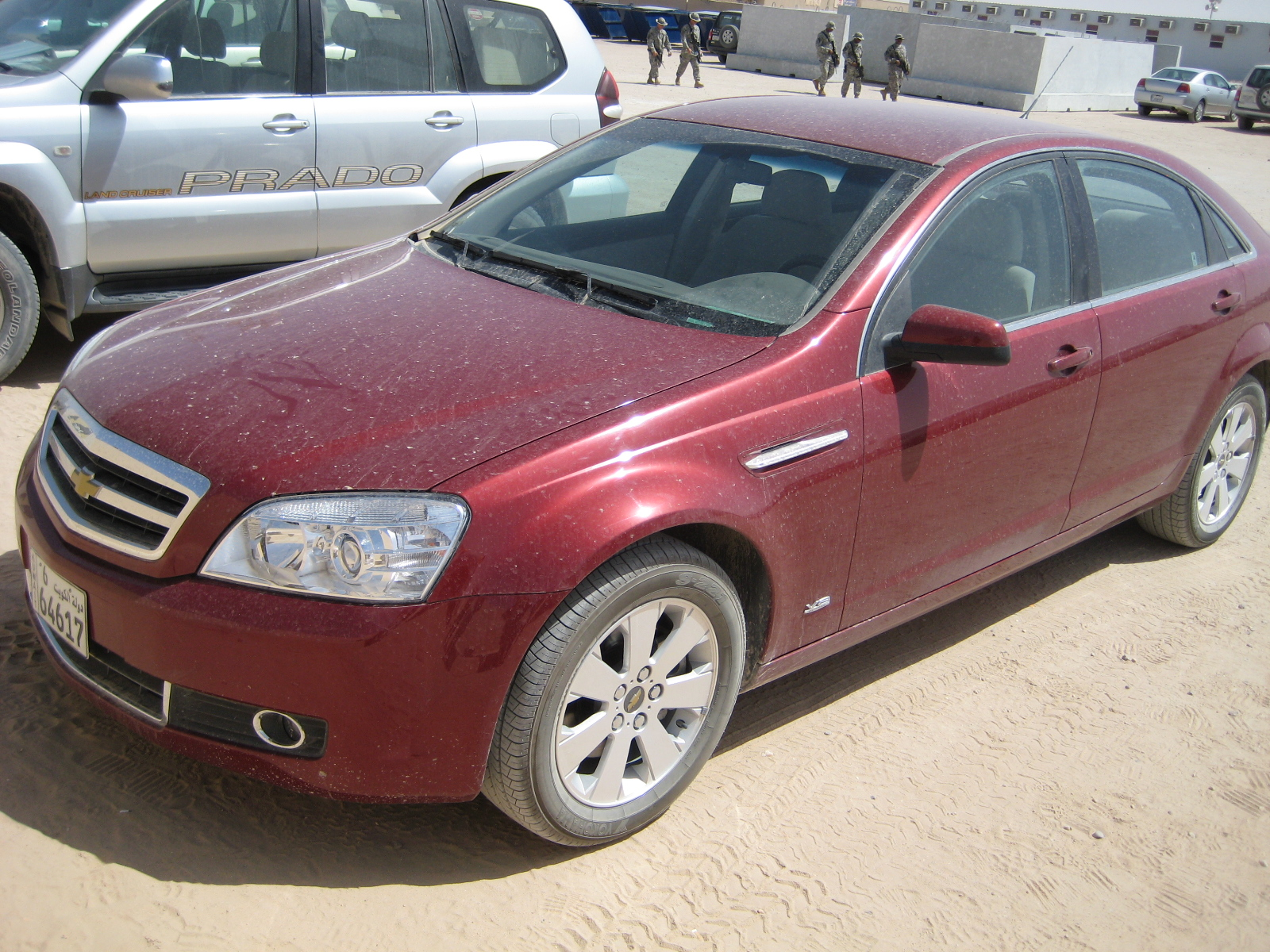
쉐보레 카프리스 (일반 모델) 정측면

2006년에 출시되었다. 홀덴 카프리스의 리뱃징 버전으로, GM대우 베리타스와는 동일 차종이다. 2011년부터 미국 시장에서는 임팔라 PPV 후속 모델로 카프리스 PPV라는 이름으로 경찰차로 납품되고 있었으나, 아랫급의 전륜구동 세단인 임팔라에 비해 순찰차의 채택률은 낮았다. 2017년에는 홀덴 자동차 공장이 폐쇄되면서 후속 차종 없이 단종되었다.

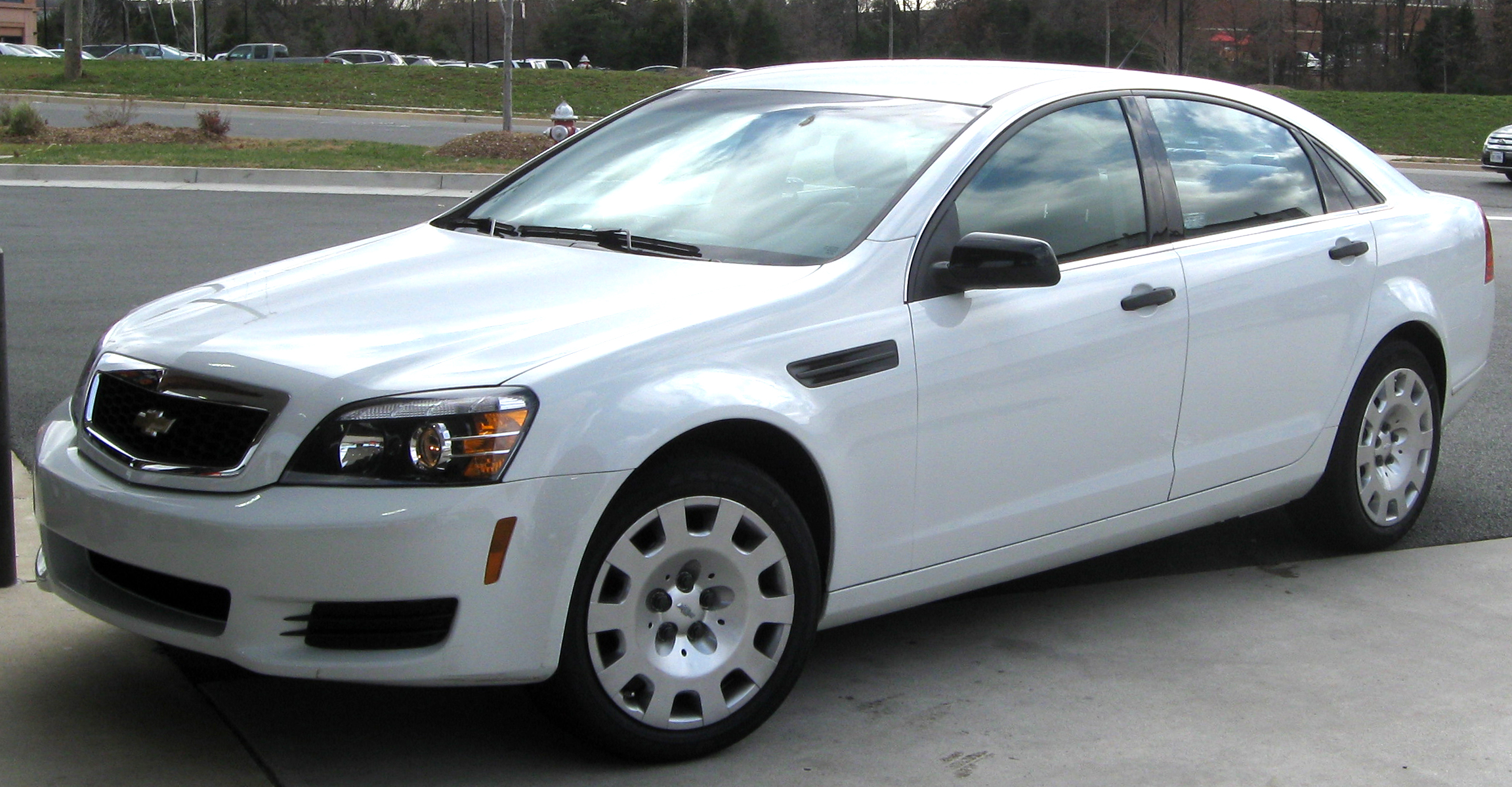
쉐보레 카프리스 PPV (경찰차 전용 모델) 정측면
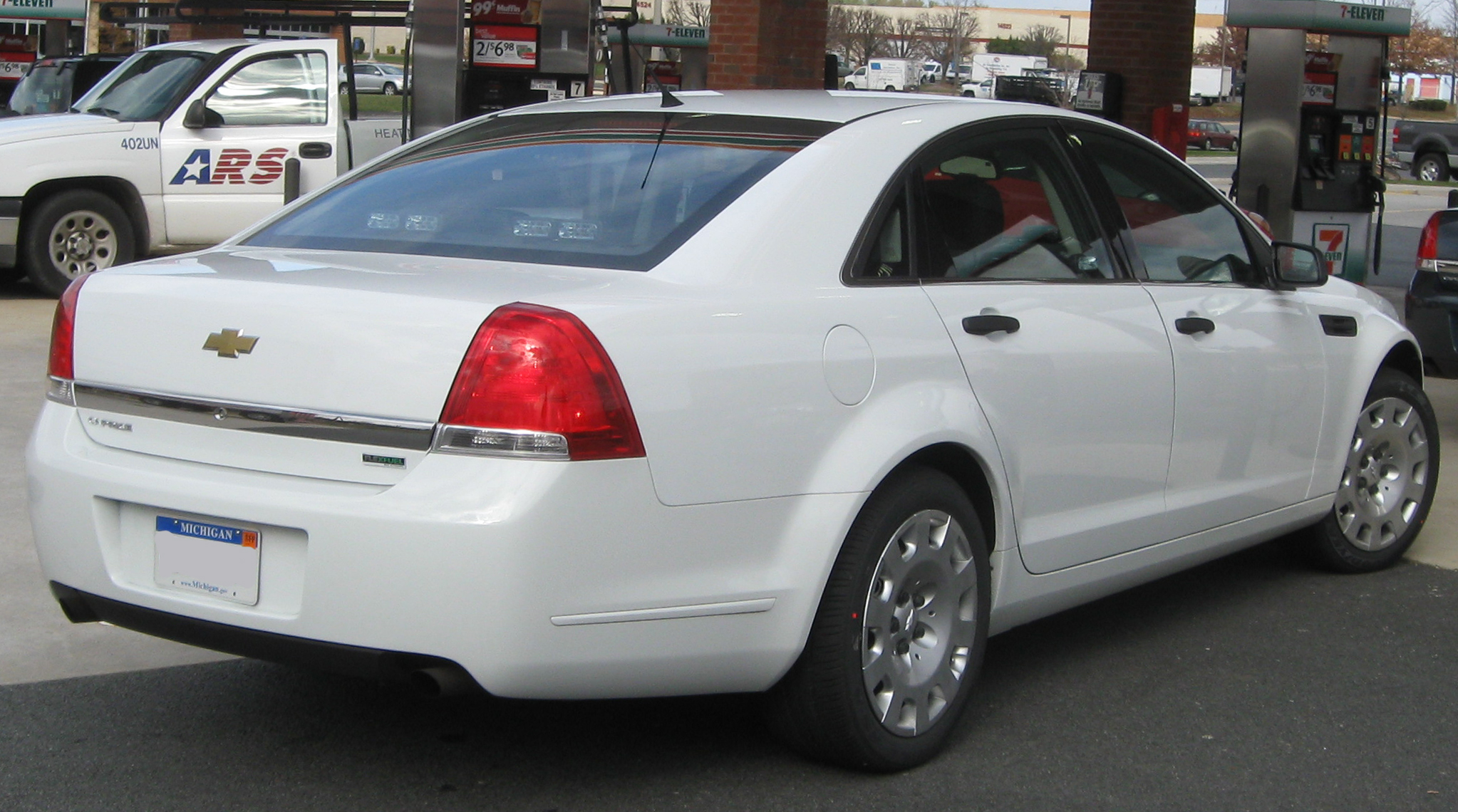
쉐보레 카프리스 PPV (경찰차 전용 모델) 후측면
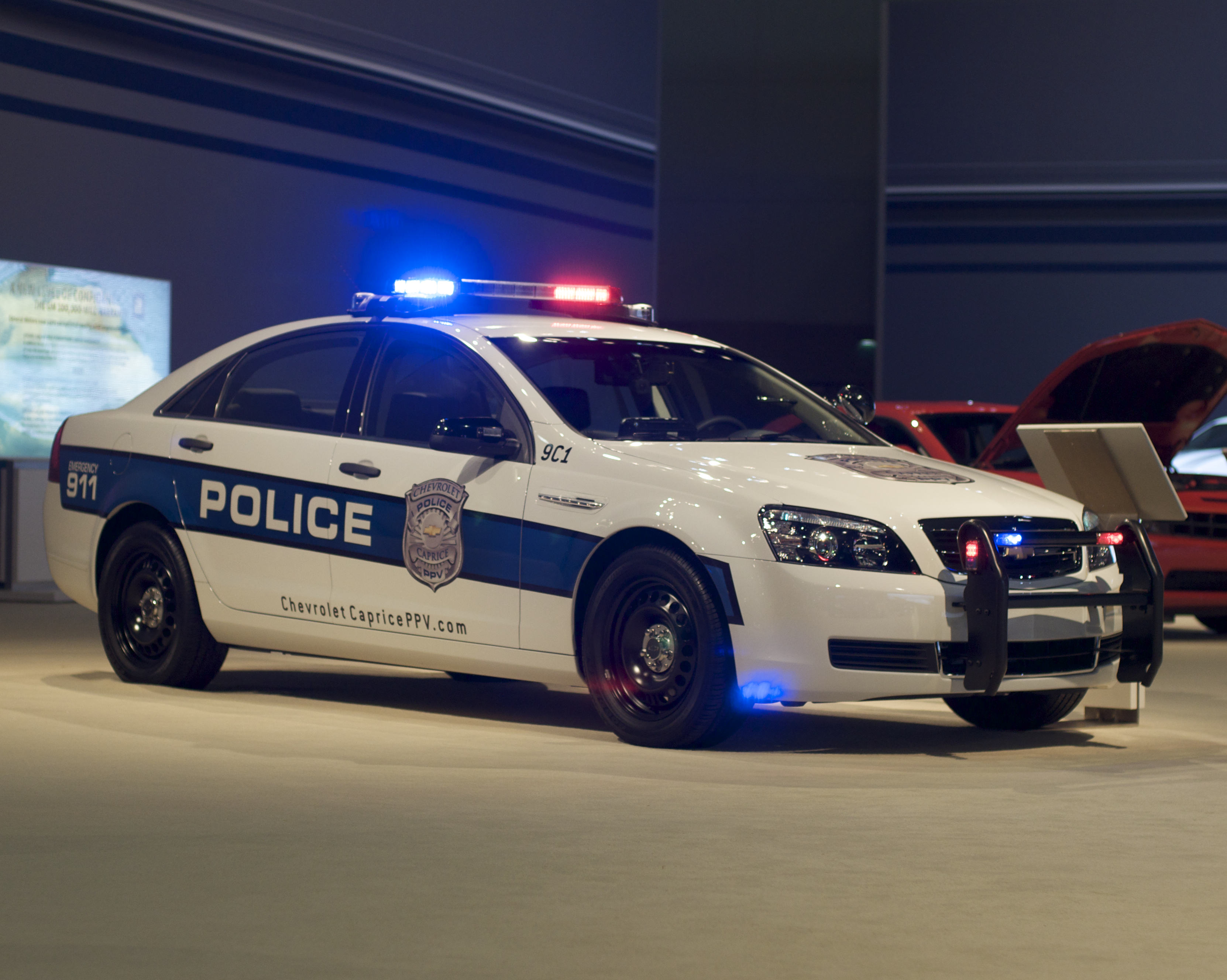
쉐보레 카프리스 PPV 컨셉트 (경찰차 전용 모델) 정측면

## 같이 보기
- 쉐보레 임팔라